# Giuseppe Fedeli
Giuseppe Fedeli (* vor 1670 in Italien; † nach 1733 in unbekannt) war ein italienischer Komponist, Instrumentalist und Posaunist des musikalischen Barock.

## Leben und Wirken
Giuseppe Fedeli ist auch bekannt unter den Namen Giuseppe Fedeli Saggione, Giuseppe Saggion, Saggione Venetiano oder Joseph Saggione.
Über sein Leben ist leider nicht viel bekannt, ebenso wenig über das genaue Geburts- und Todesdatum. Er stammt aus einer Musikerfamilie, die hauptsächlich von der zweiten Hälfte des 17. Jahrhunderts bis in die erste Hälfte des 18. Jahrhunderts in Venedig wirkte. Wahrscheinlich wurde er in Venedig geboren. Sein Vater Carlo Fedeli (geb. um 1622) spielte im Orchester der Basilica di San Marco als Streichinstrumentalist, wo er 1661 zum Konzertmeister ernannt wurde und diese Position zeitlebens innehatte – neben anderen vielseitigen musikalischen Tätigkeiten in verschiedenen Orchestern und Theatern. Giuseppe Fedeli hatte noch drei Brüder, Alessandro Fedeli und Antonio Fedeli – ebenfalls Musiker im Orchester der Basilika San Marco – sowie Ruggiero Fedeli. Das Geburtsjahr Giuseppe Fedelis war ganz sicher deutlich vor 1670, da er bereits 1679 als Posaunist ins Orchester eintrat. Im Jahre 1694 wurde er Mitglied der Zunft der Instrumentalisten in Venedig. Etwa 1715 übersiedelte er nach Paris. Fedeli widmete seine Sonaten op. 1 für Violine und Basso continuo dem Sächsischen Kurfürsten und König in Polen Friedrich August (August der Starke).

## Werke (Auswahl)
- The Temple of Love  – Pastoral-Oper, Libretto von Pierre-Antoine Motteux (1706)
- 12 Sonaten für Violine und Bass op. 1 (1715)
- 6 Sonaten für 2 Violoncelli oder Violen da gamba oder Fagotte (1733)
- Konzert in D-Dur für Flöte, 2 Violinen, Bratsche und Basso Continuo
- Musettes für Cembalo
- Sammlungen von Liedern im Italienischen Stil (3 Bücher)

### Werksverzeichnisse
- Werke von Giuseppe Fedeli im Katalog der Bibliothèque Nationale de France
- Werke von Giuseppe Fedeli im Katalog des Südwestdeutschen Bibliotheksverbunds SWB
- Werke von Giuseppe Fedeli im Katalog der Bayerischen Staatsbibliothek München BSB
- Werke von Giuseppe Fedeli bei Musicalics.com

### Aufnahmen
- Giuseppe Fedeli bei Discogs
- Joseph Saggione bei Allmusic